# SMS Hessen
SMS Hessen là chiếc thứ ba trong số năm chiếc thiết giáp hạm tiền-dreadnought thuộc lớp Braunschweig được Hải quân Đế quốc Đức (Kaiserliche Marine) chế tạo vào đầu thế kỷ 20. Nó được đặt lườn vào năm 1902, hạ thủy vào năm tiếp theo và đưa ra hoạt động vào năm 1905; tên của nó được đặt theo tiểu bang Hesse. Các con tàu chị em với nó là Braunschweig, Elsass, Preussen và Lothringen. Giống như tất cả các thiết giáp hạm tiền-dreadnought được chế tạo vào đầu thế kỷ, Hessen nhanh chóng bị lạc hậu do sự ra đời chiếc Dreadnought mang tính cách mạng của Hải quân Anh vào năm 1906; vì vậy nó chỉ có những hoạt động hạn chế cùng Hạm đội Đức.
Trong Chiến tranh Thế giới thứ nhất, Hessen đã tham gia trận Jutland như chiếc tàu chiến đứng thứ hai trong đội hình Đội 3 của Hải đội Chiến trận 2. Trong ngày thứ hai của trận đụng độ giữa các tàu chiến chủ lực hai bên, Hessen cùng các thiết giáp hạm tiền-dreadnought của Hải đội 2 đã bảo vệ cho việc rút lui các tàu chiến-tuần dương thuộc quyền Chuẩn đô đốc Franz von Hipper, vốn đã bị hải đội tàu chiến-tuần dương Anh do Phó Đô đốc David Beatty chỉ huy đánh tơi tả. Sau trận chiến, con tàu được giải giáp và sử dụng như một tàu kho chứa.
Hessen là một trong số ít thiết giáp hạm Đức lạc hậu được phép giữ lại theo những điều khoản của Hiệp ước Versailles. Nó đã phục vụ như một hải phòng hạm cùng Hải quân Cộng hòa Đức tái thành lập trong giai đoạn cuối những năm 1920 và đầu những năm 1930. Nó được rút khỏi hoạt động thường trực vào năm 1934, và vào năm tiếp theo được cải biến thành một tàu mục tiêu điều khiển bằng vô tuyến. Trong Chiến tranh Thế giới thứ hai, Hessen đã phục vụ trong vai trò này, đồng thời cũng hoạt động như một tàu phá băng tại biển Baltic và Bắc Hải. Con tàu bị Liên Xô chiếm vào năm 1946 sau khi chiến tranh kết thúc, được đổi tên thành Tsel và tiếp tục hoạt động cho đến khi bị tháo dỡ vào năm 1960.

## Thiết kế và chế tạo
Hessen được đặt lườn vào năm 1902 tại xưởng tàu của hãng Germaniawerft ở Kiel dưới số hiệu chế tạo 100. Là chiếc thứ ba trong lớp, nó được đặt hàng dưới cái tên tạm thời "L" như một đơn vị mới của hạm đội. Con tàu có chi phí tổng cộng 23.983.000 Mác vàng Đức. Hessen được hạ thủy vào ngày 18 tháng 9 năm 1903 và đưa ra hoạt động cùng hạm đội vào ngày 19 tháng 7 năm 1905.
Con tàu có chiều dài chung là 127,7 m (419 ft), mạn thuyền rộng 22,2 m (73 ft) và độ sâu của mớn nước là 8,1 m (27 ft) ở phía trước. Nó được cung cấp động lực bởi ba động cơ hơi nước ba buồng bành trướng đặt dọc dẫn động ba chân vịt. Hơi nước được cung cấp bởi tám nồi hơi kiểu Marine và sáu nồi hơi hình trụ, tất cả được đốt bằng than. Hệ thống động lực của Hessen dự định cung cấp một công suất 16.000 ihp (12.000 kW), cho phép nó đạt được tốc độ tối đa 18 hải lý trên giờ (33 km/h).
Dàn vũ khí của Hessen bao gồm dàn pháo chính có bốn khẩu pháo 28 cm (11 in) SK L/40 bắn nhanh đặt trên hai tháp pháo nòng đôi, một phía trước và một phía sau cấu trúc thượng tầng. Dàn pháo hạng hai của nó bao gồm mười bốn khẩu pháo 17 cm (6,7 in) SK L/40 và mười tám khẩu pháo 8,8 cm (3,5 in) SK L/35 bắn nhanh. Chúng được bổ sung bởi sáu ống phóng ngư lôi 45 cm (18 in), tất cả được bố trí ngầm dưới lườn tàu.

## Lịch sử hoạt động

### Hải quân Đế quốc Đức
Vào tháng 7 năm 1908, Hessen tham gia chuyến đi huấn luyện mùa Hè hàng năm vốn đi đến Đại Tây Dương vào năm đó. Trong chuyến đi, con tàu dừng lại tại Tenerife cùng với các thiết giáp hạm Deutschland và Pommern. Trong khi thực tập hạm đội vào ngày 23 tháng 8 năm 1911, Hessen vô tình húc phải và làm đắm chiếc tàu buôn hơi nước Đan Mạch Askesund. Thủy thủ đoàn của chiếc tàu buôn được cứu vớt và không có thương vong nào được báo cáo. Đến tháng 10, con tàu bị hư hại nặng do bị chiếc tàu buôn hơi nước Đan Mạch Argo va phải. Vào tháng 7 năm 1913, Hessen va chạm với tàu phóng lôi G110; chiếc tàu phóng lôi bị hư hại đáng kể nhưng không bị chìm, và có ba thành viên thủy thủ đoàn thiệt mạng.
Khi Chiến tranh Thế giới thứ nhất nổ ra vào tháng 8 năm 1914, con tàu được phân về Hải đội Chiến trận 4 cùng với bốn con tàu chị em, và chủ yếu phục vụ tại khu vực biển Baltic. Hessen thực hiện các nhiệm vụ của hạm đội trong hai năm đầu của chiến tranh. Hessen đã có mặt trong thành phần hỗ trợ từ xa cho các tàu chiến-tuần dương bắn phá Scarborough, Hartlepool và Whitby vào ngày 15-16 tháng 12 năm 1914. Trong quá trình chiến dịch, Hạm đội Đức với 12 thiết giáp hạm dreadnought và 8 thiết giáp hạm tiền-dreadnought đã tiếp cận trong khoảng cách 10 nmi (19 km; 12 mi) với một hải đội biệt lập gồm sáu thiết giáp hạm Anh. Tuy nhiên, các cuộc đụng độ lẻ tẻ giữa các tàu khu trục hộ tống đối địch đã khiến vị tư lệnh Đức, Đô đốc Friedrich von Ingenohl, tin rằng ông đang phải đối đầu với toàn bộ Hạm đội Grand Anh Quốc, nên ông đã tách ra khỏi trận chiến và quay trở về cảng nhà.
Một cuộc bắn phá bờ biển Anh Quốc khác tiếp nối vào ngày 24-25 tháng 4, lần này các tàu chiến-tuần dương bắn phá Yarmouth và Lowestoft. Trên đường đi, tàu chiến-tuần dương Seydlitz bị hư hại bởi một quả thủy lôi của Anh và bị buộc phải quay trở về cảng sớm. Do tầm nhìn kém, chiến dịch nhanh chóng bị hủy bỏ trước khi hạm đội Anh có thể can thiệp và gây thêm tổn thất.

#### Trận Jutland
Hessen đã tham gia trận Jutland vào ngày 31 tháng 5-1 tháng 6 năm 1916. Nó cùng với năm chiếc thiết giáp hạm lớp Deutschland hình thành nên Hải đội Chiến trận 2 dưới quyền chỉ huy của Chuẩn đô đốc Franz Mauve. Trong quá trình trận chiến, Hessen cùng những chiếc lớp Deutschland đã thực hiện ngăn chặn hiệu quả bảo vệ cho việc rút lui của các tàu chiến-tuần dương Đức. Các tàu chiến-tuần dương Anh dưới quyền Phó đô đốc David Beatty đã tấn công các con tàu Đức trong bóng đêm, và khi chúng quay mũi về phía Tây né tránh đòn tấn công, Mauve tiếp tục di chuyển về phía Nam, đặt các con tàu của mình xen giữa các tàu chiến-tuần dương của Anh và Đức Các con tàu Anh chuyển sự chú ý sang những chiếc tiền-dreadnought, vốn đã quay mũi sang phía Tây Nam nhằm hướng toàn bộ dàn pháo chính vào các con tàu Anh. Tuy nhiên, trong bóng đêm tối đen, chỉ có thể thấy ánh chớp đầu nòng từ các tàu chiến Anh; do đó Hessen và những chiếc còn lại của Hải đội 2 đã không nổ súng.
Lúc khoảng 03 giờ 00 ngày 1 tháng 6, một nhóm tàu khu trục Anh tung ra một đợt tấn công bằng ngư lôi nhắm vào hàng chiế trận Đức. Lúc 03 giờ 07 phút, Hessen chật vật né tránh được một quả ngư lôi, nhưng Pommern, con tàu ngay phía trước Hessen, không may mắn như vậy. Lúc 03 giờ 10 phút, Pommern bị đánh trúng ít nhất một quả ngư lôi, được tin là đã làm kích nổ một trong những hầm đạn 17 cm (6,7 in), làm phá hủy con tàu; Hessen không bị hư hại. Bên trên Hessen, người ta cho rằng thủy lôi phóng từ tàu ngầm đã tiêu diệt Pommern, nên lúc 03 giờ 12 phút, nó bắn dàn pháo chính vào chiếc tàu ngầm tưởng tượng. Hessen cùng nhiều thiết giáp hạm khác đối đầu với những chiếc tàu ngầm tưởng tượng lúc 05 giờ 06 phút và một lần nữa lúc 05 giờ 13 phút; trong lần sau này hải pháo của Hessen và Hannover đã suýt bắn trúng các tàu tuần dương hạng nhẹ Stettin và München khiến Đô đốc Scheer phải ra lệnh cho chúng ngừng bắn. Đến 06 giờ 55 phút, Hessen và Schlesien nhầm tưởng một phao đánh dấu mìn do thiết giáp hạm Kaiser thả là tiềm vọng kính của một tàu ngầm và lại tấn công nó. Trong suốt quá trình trận chiến, Hessen đã bắn tổng cộng năm quả đạn pháo 28 cm, 34 quả đạn pháo 17 cm và 24 quả đạn pháo 8,8 cm.
Vào năm 1917, Hessen được cho rút khỏi hoạt động thường trực, giải giáp và sử dụng như một tàu kho chứa tại Brunsbüttel. Trong khi ở lại Brunsbüttel, Hessen bị gán cho biệt danh "SMS Kleinste Fahrt" (SMS "Hành trình ngắn nhất") do câu cảnh báo được sơn bên hông lườn tàu. Các khẩu pháo 28 cm của nó được tháo dỡ để sử dụng như những khẩu pháo đường sắt và được bố trí tại mặt trận phía Tây. Tập đoàn quân Australia đã chiếm được một khẩu như vậy vào ngày 8 tháng 8 năm 1918; nó đang được bảo tồn tại Bảo tàng Chiến tranh Australia ở Canberra, Australia.

### Hải quân Cộng hòa và Hải quân Đế chế Đức

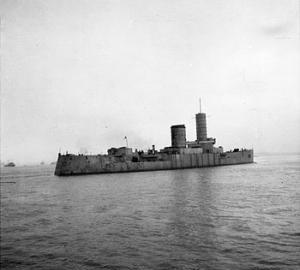
Hessen như một tàu mục tiêu vào năm 1946

Hessen là một trong số tám thiết giáp hạm tiền-dreadnought cũ, gồm những chiếc trong lớp của nó và các chiếc Schleswig-Holstein và Schlesien thuộc lớp Deutschland, mà Đức được phép giữ lại theo những điều khoản của Hiệp ước Versailles. Sau khi được tái trang bị và tái vũ trang, Hessen quay trở lại phục vụ cùng Hải quân Cộng hòa Đức vào năm 1925. Trong tổng số tám chiếc, Hessen là một trong số ba chiếc còn phục vụ khi Đảng Quốc xã của Adolf Hitler lên nắm quyền vào năm 1933. Đức Quốc xã bắt đầu một chương trình tái vũ trang hải quân; bao gồm chiếc thiết giáp hạm Gneisenau, được đặt hàng như là chiếc thay thế cho Hessen vào năm 1934.
Vào ngày 12 tháng 11 năm 1934, Hessen được rút khỏi hoạt động thường trực để đưa về lực lượng dự bị. Đến ngày 31 tháng 3 năm 1935, nó được cho rút khỏi Đăng bạ Hải quân và được cải biến thành một tàu mục tiêu. Vũ khí được tháo dỡ, lườn tàu được kéo dài và được trang bị hệ thống động lực mới. Lườn tàu kéo dài cho phép đặt thêm hai ngăn kín nước, nâng tổng số lên 15 so với 13 ngăn ban đầu. Cấu trúc thượng tầng của con tàu được cắt bỏ hầu như toàn bộ; Hessen chỉ giữ lại một ống khói, một cột ăn-ten phía trước và hai bệ tháp pháo bọc thép của dàn pháo chính. Con tàu có một thủy thủ đoàn chỉ gồm 80 người, nhưng có thể được điều khiển từ xa bằng vô tuyến khi được sử dụng như một mục tiêu.
Hessen được cho nhập biên chế trở lại vào ngày 1 tháng 4 năm 1937 và phục vụ cho Hải quân Đế chế Đức trong suốt Chiến tranh Thế giới thứ hai. Ngày 31 tháng 3 năm 1940, Hessen đã hoạt động như một tàu phá băng cho các tàu tuần dương phụ trợ Atlantis, Widder và Orion trong chuyến đi từ Kiel đến Bắc Hải. Con tàu bị Liên Xô chiếm vào năm 1946 sau khi chiến tranh kết thúc, được đổi tên thành Tsel và tiếp tục hoạt động như một tàu mục tiêu cho đến khi bị tháo dỡ vào năm 1960.